# Rickie Lee Jones (album)
| Recensione                        | Giudizio          |
| --------------------------------- | ----------------- |
| AllMusic                          | [ 1 ]             |
| Robert Christgau                  | B-                |
| The New Rolling Stone Album Guide | [ 3 ]             |
| Sputnikmusic                      | 4.3 (Superb)      |
| Piero Scaruffi                    | [ 5 ]             |
| OndaRock                          | Disco consigliato |

Rickie Lee Jones è l'omonimo album di esordio della cantautrice americana Rickie Lee Jones, pubblicato nel 1979 per la casa discografica Warner Bros. Records.
L'album si piazzò al #3 della classifica The Billboard 200, il singolo contenuto nel disco: Chuck E.'s in Love ottenne la quarta posizione nella classifica R&B Singles e la quarantesima posizione nella chart The Billboard Hot 100.
Inoltre Rickie Lee Jones, grazie all'album vinse un Grammy 1979 come migliore nuova artista.
L'album ricevette dalla RIAA la certificazione di disco d'oro il 22 maggio 1979 e quella di platino il 7 agosto 1979.

## Tracce
Tutti i brano sono stati scritti da Rickie Lee Jones, tranne dove indicato.
Lato A
1. Chuck E.'s in Love – 3:29
2. On Saturday Afternoons in 1963 – 2:32
3. Night Train – 3:15
4. Young Blood – 4:04
5. Easy Money – 3:24
6. The Last Chance Texaco – 4:08

Lato B
1. Danny's All-Star Joint – 4:00
2. Coolsville – 3:49
3. Weasel and the White Boys Cool – 6:03 (Rickie Lee Jones, Alfred Johnson)
4. Company – 4:49 (Rickie Lee Jones, Alfred Johnson)
5. After Hours (Twelve Bars Past Midnight) – 2:38

## Formazione
- Rickie Lee Jones - voce, chitarra, tastiere, percussioni, arrangiamento strumenti a fiato
- Willie Weeks - basso fender
- Red Callender - basso elettrico
- Jeff Porcaro - batteria
- Steve Gadd - batteria
- Andy Newmark - batteria
- Victor Feldman - batteria, tastiere, percussioni
- Mark Stevens - batteria, percussioni
- Buzzy Feiten - chitarra
- Fred Tackett - chitarra, mandolino
- Neil Larsen - tastiere
- Randy Kerber - tastiere
- Ralph Grierson - tastiere
- Mac Rebennack - tastiere
- Randy Newman - sintetizzatori
- Michael Boddicker - sintetizzatori
- Nick DeCaro - accordion
- Nick DeCaro - arrangiamenti orchestra (brani: After Hours, On Saturday Afternoons in 1963 in Night Train)
- Johnny Mandel - arrangiamenti orchestra (brani: Coolsville e Company)
- Tom Scott - fiati
- Chuck Findley - fiati
- Ernie Watts - fiati
- Arno Lucas - cori
- Leslie Smith - cori
- Joe Turano - cori
- Matthew Wiener - cori
- Michael McDonald - cori

Note aggiuntive
- Lenny Waronker e Russ Titelman - produttori
- Penny Ringwood - assistente alla produzione
- Registrato al Warner Bros. Recording Studios di North Hollywood, California
- I brani After Hours e On Saturday Afternoons in 1963 furono registrati il 22 dicembre 1978 al TBS di Burbank, California
- Lee Herschberg, Loyd Clifft, Tom Knox e Roger Joey Nichols - ingegneri delle registrazioni
- Lee Herschberg - ingegnere al mixaggio e alla masterizzazione
- Norman Seelf - fotografia copertina
- Mike Salisbury - art director e design copertina[11]